# Sylvisorex silvanorum
Sylvisorex silvanorum — вид невеликих ссавців з родини мідицевих (Soricidae), описаний по зразку, зібраному біля озера Бамбілі в нагір'ї Баменда в Північно-Західному Камеруні.

## Етимологія
лат. silvanus — «ліс».

## Опис
Дуже маленький і темний вид Sylvisorex із загальною довжиною нижче 100 мм, хвіст 85% довжини голови й тіла; немає довгого щетинистого волосся на хвості.

## Поширення
Голотип був зібраний в густих заростях вздовж струмка, що тече вниз від реліктового лісу гірського заповідника.